# 圣依纳爵广场

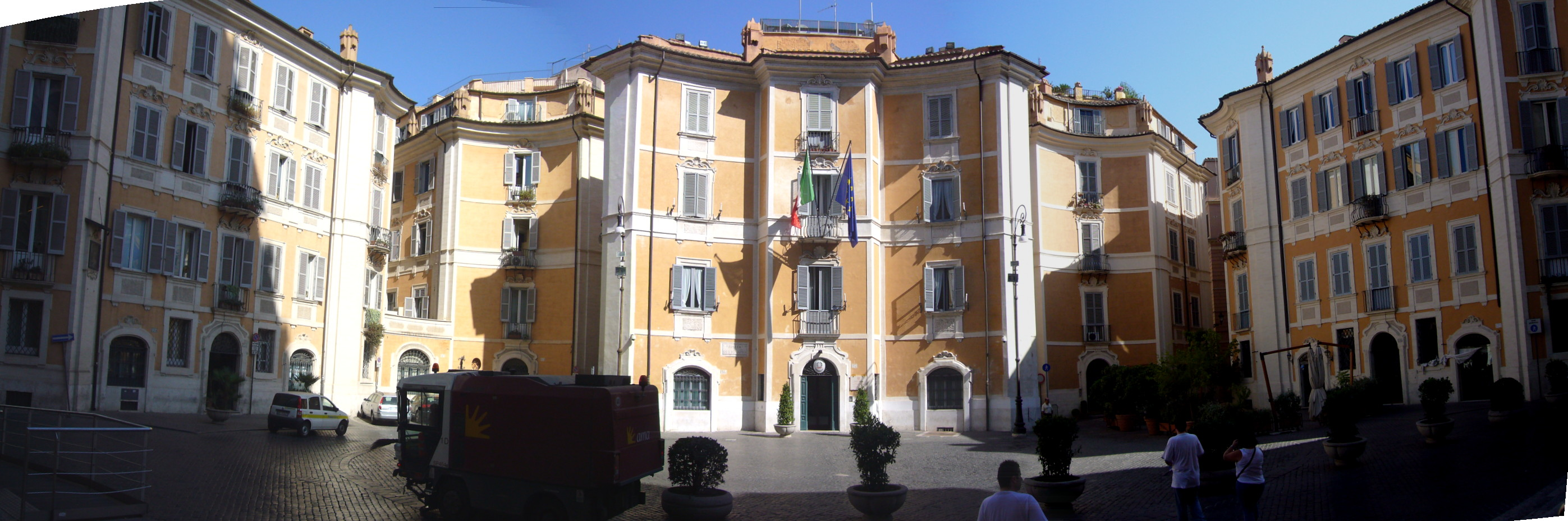
圣依纳爵广场

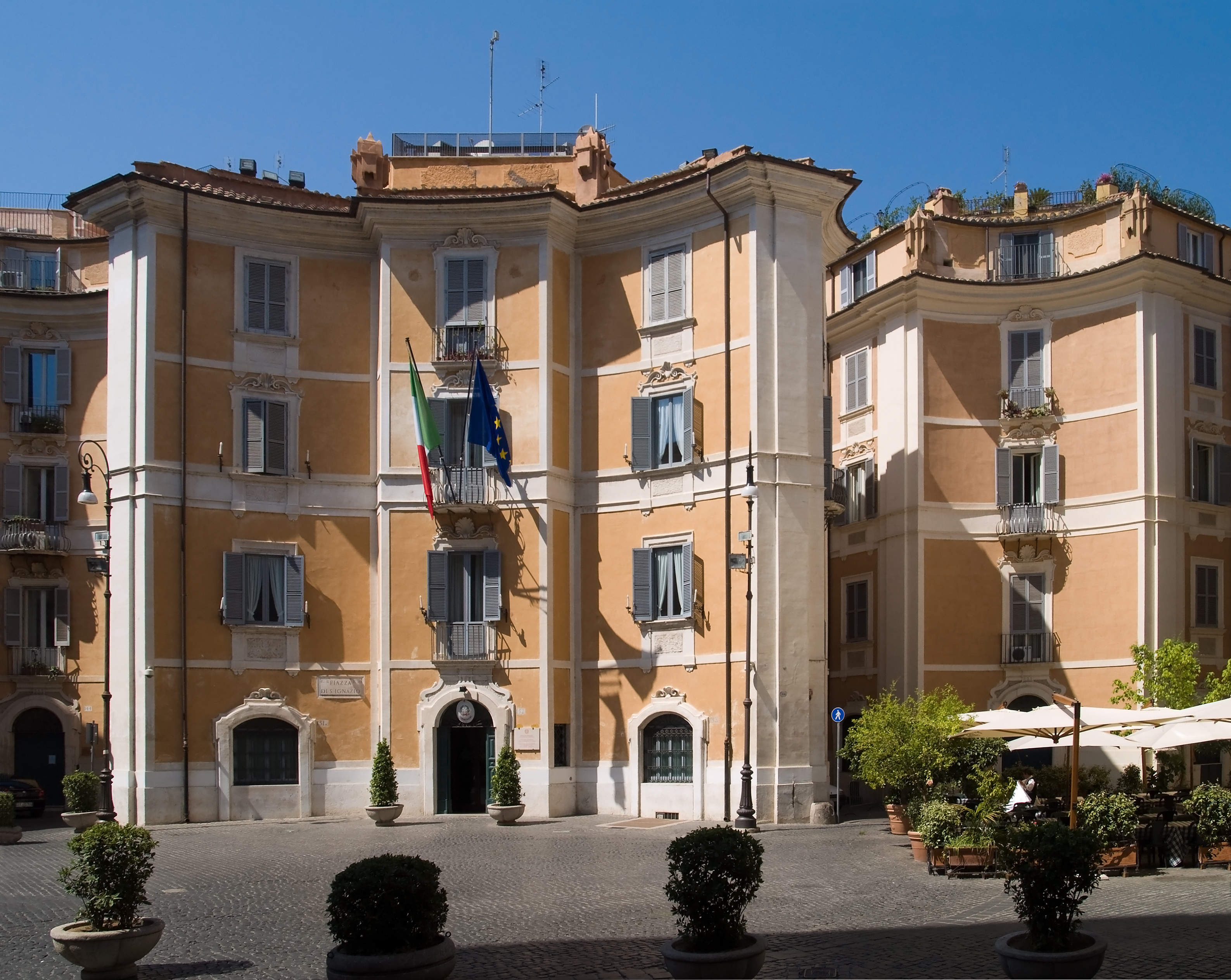
Palazzina centrale

圣依纳爵广场（義大利語：Piazza di Sant'Ignazio）是罗马中心的一个广场，罗马圣依纳爵堂前。
圣依纳爵广场是洛可可风格的重要作品，建筑师拉古奇尼，建于1727年-1728年。